# Vestfriesland
Vestfriesland (Nederlandsk: West-Friesland) er en region i provinsen Noord-Holland i Holland. Regionen dækker et areal på 800 kvadratkilometer, Hovedstad er Hoorn og den traditionelle dialekt er Vestfrisisk.
- Vestfriese Flag
- Den orange regionen er Vestfriesland

52°41′00″N 5°00′00″Ø / 52.683333333333°N 5°Ø